# Luigi Cassani
Luigi Cassani (Treviglio, 4 marzo 1893 – Treviglio, 23 gennaio 1946) è stato un pittore e politico italiano.

## Biografia
Luigi era figlio di Edoardo che aveva in Treviglio un laboratorio per la fabbricazione di mobili intarsiati, e grazie alle sue qualità di intarsiatore, aveva realizzato le tarsie per gli stalli del coro della basilica di San Martino e di Santa Maria Assunta e il reliquiario esposto nella cappella sempre di Treviglio. La madre Virginia Carioni lavorava come direttrice in uno stabilimento di filatura. Nella bottega paterna lavorava anche Attilio Mozzi che diventerà suo cognato. 
La sua predisposizione al disegno lo porterà ad iscriversi già nel 1906 al corso di pittura presso l'Accademia Carrara di Bergamo già a tredici anni proseguendo negli studi fino al 1913 prendendo numerosi riconoscimenti, in particolare nel 1910 per il Corso delle Statue e per la Scuola del Nudo, nel 1912 per la Scuola superiore di Colorito e nel 1913 ancora per il Corso del Nudo. Suo insegnante d'arte all'Accademia fu Ponziano Loverini. Il Cassani preferì poi seguire la ritrattistica eseguendo molti disegni a sanguigna prendendo come soggetto la moglie e i figli, e molti a figura intera a olio.
Molti furono i suoi lavori che presentò nel 1921 al Circolo Artistico di Bergamo
Tra le sue opere Malavita è quello che maggiormente esprime le qualità dell'artista. Esposto nel 1919 al Circolo Artistico di Bergamo faceva parte di una serie di dipinti intitolata: Le vie della vita composta da: Il lavoratore, la piccola borghesia e L'aristocratica. Il dipinto di grandi dimensioni raffigura otto personaggi, vestiti negli abiti del periodo dell'artista, due femminili e sei maschili, che intorno a un tavolo stanno confabulando: Dell'opera il giudizio della critica fu molto positivo: gran quadro con otto figure al naturale con buone qualità di osservazione diretta dal vero. 
Gli anni del primo ventennio del Novecento furono di attività febbrile per il Cassani, ma nel 1929 lasciò la pittura per un impegno politico, fu nominato podestà di Treviglio, incarico che occupò fino al 1938. Con lo scoppio della seconda guerra, il Cassani venne arruolato e mandato in Germania, facendo poi ritorno a Treviglio nel 1942 gravemente ammalato. Si allontanò quindi dalla sua città natale trascorrendo alcuni anni a Oltre il Colle dove realizzò alcune pitture. Ma la sua malattia lo obbligò a un ritorno a Treviglio dove morì il 23 gennaio 1946.

## Opere
- Trittico del gioco 1921, Circolo Artistico di Bergmo;
- La Malavita 1919, per realizzato per la Scuola Fantoni,  proprietà privata[5] Il quadro fu esposto neolo 1919 al Circolo Artistico
- Donna con scialle o Giovane del popolo  (134,5 x 75), 1911 conservato presso l'Accademia Carrara[6]
- Autoritratto 1922 realizzato per il Circolo Artistico
- La famiglia 1922 realizzato per il Circolo artistico
- Ritratti femminili 1922, per la mostra triennale presso l'Accademia Carrara
- Ritratto del padre 1925, per la nostra triennale Accademia Carrara[7]
- Il trionfo dell'Italia fascista 1926, sala del consiglio del palazzo comunale di Treviglio. Il dipinto fu distrutto dopo la Seconda guerra mondiale;
- San Francesco 1926, per la chiesa di San Martino di Treviglio;
- Battaglia del grano 1939;
- Testa di binba eseguito a sanguigna per il I° Premio di Bergamo;

Cassani eseguì alcuni affreschi raffiguranti la Madonna col Bambino per alcune edicole cittadine.